# Дженкинс, Харри
Харри Дженкинс (англ. Harri Jenkins; род. 28 марта 1996, Нит, Уэст-Гламорган) ― британский легкоатлет-паралимпиец. Выступает в спринтерских и средних дистанциях в классификации T33. Чемпион Европы 2018 года. Бронзовый призёр чемпионата мира 2019 года. Бронзовый призер летних Паралимпийских игр 2020 в Токио.

## Биография
Дженкинс родился 28 марта 1996 года в городе Нит, Уэльс, Великобритания. Образцом для подражания Харри Дженкинса был его родной брат, спортсмен, занимающийся различными видами спорта, Том Дженкинс.

## Спортивная карьера
Дженкинс стал заниматься паралимпийским спортом в клубе Disability Sport Wales. Дженкинс пробовал несколько видов спорта в серии Insport, прежде чем остановился на гонках на колясках и баскетболе на колясках. В молодые годы, участвуя в баскетболе на колясках, он перешел в спринтерские гонки и добился больших успехов. Он выиграл золото в беге на 100 метров в классе Т-33 среди мужчин на чемпионате Европы 2018 года в Берлине (Германия) и бронзу в том же виде на чемпионате мира 2019 года в Дубае (Объединенные Арабские Эмираты).
Дженкинс выиграл бронзу на чемпионате Европы 2021 года в классе ++T33 ++/T34 после того, как его инвалидное кресло было украдено в мае.
Дженкинс был членом сборной Великобритании, которая выступала на Паралимпийских играх в Токио. Он участвовал в спринте на 100 метров (T33), заняв третье место с результатом 18,55 секунды.